# Pamela Bileck
Pamela Jean „Pam” Bileck, po mężu Flat (ur. 1 grudnia 1968 w Pittsburghu) – amerykańska gimnastyczka sportowa. Wicemistrzyni olimpijska z Los Angeles (1984) w wieloboju drużynowym.
Ukończyła studia na Uniwersytecie Kalifornijskim (UCLA) na kierunku komunikacja i biznes. Została licencjonowanym sędzią gimnastyki sportowej pracując na zawodach krajowych i międzynarodowych. Pracowała również jako trenerka gimnastyczna oraz w przemyśle rozrywkowym m.in. dla Zanuck Company i Disney Studios

## Osiągnięcia
| Rok                   | Zawody                | Konkurencja           | Konkurencja           | Konkurencja           | Konkurencja           | Konkurencja           | Konkurencja           |
| Rok                   | Zawody                | VT                    | UB                    | BB                    | FX                    | AA                    | Team                  |
| Zawody międzynarodowe | Zawody międzynarodowe | Zawody międzynarodowe | Zawody międzynarodowe | Zawody międzynarodowe | Zawody międzynarodowe | Zawody międzynarodowe | Zawody międzynarodowe |
| --------------------- | --------------------- | --------------------- | --------------------- | --------------------- | --------------------- | --------------------- | --------------------- |
| 1984                  | Igrzyska olimpijskie  | 16T QR                | 33 QR                 | 10T QR                | 7T QR                 | 17 QR                 | 2                     |